# Behave Yourself (häst)
Behave Yourself, född 1918 i Kentucky, död 1937, var ett engelskt fullblod, mest känd för att ha skrällvunnit 1921 års upplaga av Kentucky Derby över stallkamraten Black Servant. Han var en av fyra Kentucky Derby-vinnare som ägdes av Edward R. Bradley.

## Bakgrund
Behave Yourself var en brun hingst efter Marathon och under Miss Ringlets (efter Handball). Han föddes upp och ägdes av Edward R. Bradley. Han tränades av Herbert J. Thompson.
Behave Yourself sprang in totalt 58 772 dollar på 18 starter, varav 4 segrar, 2 andraplatser och 1 tredjeplats. Han tog karriärens största seger i Kentucky Derby (1921). Han segrade även i Queen City Handicap (1920).

## Karriär
Jämfört med stallkamraten Black Servant (som segrat i Blue Grass Stakes) var Behave Yourself en medioker kapplöpningshäst som bara vann fyra löp under sin karriär. Då Behave Yourself segrade i Kentuckt Derby var det mycket jämnt, och Black Servant som blev tvåa kan ha blivit distraherad av en åskådarmössa som kastades in på banan, eller möjligen av att Behave Yourselfs jockey Lawrence Lyke var för ivrig att vinna.
Det ryktades att ägaren och uppfödaren Edward R. Bradley var missnöjd med att Behave Yourself segrade i löpet, eftersom han till slut förlorade pengar på segern (då han satsat mycket pengar på Black Servant). Bradley ägde också fadern till Black Servant, Black Toney, och kan ha förlorat avelsavgifter då Behave Yourself segrade.

### Som avelshingst
Behave Yourself ansågs inte vara en bra avelshingst. Han fick sällan möjlighet att verka i avel, eftersom Bradley tyckte att han hade dåligt formade ben och inte ville att egenskapen skulle bibehållas hos hans avkommor. Bradley donerade Behave Yourself till den amerikanska armén 1930. Han tillbringade sina återstående år, fram till sin död 1937, med kavallerihästar i armén. Han är begravd i Cheyenne, Wyoming på Mark T. Cox ranch.